# Sabela
Sabela är ett språk eller lingvistiskt register skapat av fångar i Sydafrika i slutet av 1800-talet. Många av dessa fångar kom ifrån ett fängelsegäng kallat Numbers Gang.
Sabela lånar mycket av sitt vokabulär av afrikaans, xhosa, zulu och engelska. Eftersom språket influerats av xhosa och zulu så innehåller även sabela klickkonsonanter i tal.